# Abderrahmane Sissako
Abderrahmane Sissako (ur. 13 października 1961 w Kifie) – mauretański reżyser, scenarzysta i producent filmowy. Autor m.in. nominowanego do Oscara za najlepszy film nieanglojęzyczny obrazu Timbuktu (2014).
Zasiadał w jury sekcji "Cinéfondation" na 53. MFF w Cannes (2000) oraz w jury konkursu głównego na 60. MFF w Cannes (2007) i na 81. MFF w Wenecji (2024). Przewodniczył obradom jury sekcji "Un Certain Regard" na 56. MFF w Cannes (2003) oraz jury sekcji "Cinéfondation" na 68. MFF w Cannes (2015).

## Filmografia
- 1989 – Le Jeu (35 mm, 23 minut), etiuda nakręcona w Turkmenistanie.
- 1993 – Octobre (35 mm, 37 minut), film kręcony w Moskwie.
- 1995 – Le chameau et les bâtons flottants (wideo, 6 minut) według Jean de La Fontaine.
- 1996 – Sabriya (wideo, 26 minut), w kolekcji Arte, African Dreaming, akcja ma miejsce w Tunezji.
- 1997 – Rostov-Luanda (wideo, dokumentalny, 59 minut. Wykonany w ramach Documenta X Kassel). Opowiada o byłym partyzancie wojny o wyzwolenie Angoli, którego Abderrahmane Sissako spotkał szesnaście lat wcześniej w Moskwie. (Nagroda za najlepsze wideo na 8. Festiwalu Filmowym Afryki, Azji i Ameryki Łacińskiej (Festival del Cinema Africano, d’Asia e America Latina) w Mediolanie.)
- 1998 – La Vie sur terre (35 mm, 67 minut) (Nagroda najlepszego filmu długometrażowego na 9. Festiwalu Filmowym Afryki, Azji i Ameryki Łacińskiej i wyróżnienie jury na 16. FESPACO w 1999 r.).
- 2002 – Czekając na szczęście (Heremakono) (35 mm, 90 minut), m.in. Nagroda FIPRESCI w sekcji "Un Certain Regard" na 55. MFF w Cannes.
- 2006 – Bamako, Grand Prix publiczności spotkań festiwalu Paris Cinéma, Nagroda Filmowa Rady Europy FACE (2007), piosenka filmu wykonywana przez Oumou Sangaré.
- 2014 – Timbuktu - m.in. Nagroda Jury Ekumenicznego na 67. MFF w Cannes oraz Cezar dla najlepszego reżysera.